# Кареглазова
Карегла́зова (рос. Кареглазова) — присілок у складі Абатського району Тюменської області, Росія.
Населення — 79 осіб (2010, 71 у 2002).
Національний склад станом на 2002 рік:
- росіяни — 87 %